# Acalypha mayana
Acalypha mayana é uma espécie de flor do gênero Acalypha, pertencente à família Euphorbiaceae.